# Jairo Arboleda
Oscar Jairo Arboleda (* 20. September 1947 in Tuluá) ist ein ehemaliger kolumbianischer Fußballspieler und heutiger Assistenztrainer.
Jairo Arboleda zählte in den 1970er Jahren zu den vielversprechendsten Mittelfeldspielern Kolumbiens. Aufgrund seiner technischen Fähigkeiten erntete er Spitznamen wie El Maestrico (Der Meister) oder Rey del Túnel (Tunnelkönig). Trotz dieser Fertigkeiten war Arboledas Karriere nur von kurzer Dauer. Anhaltende Verletzungen und ein kompliziertes Privatleben sorgten für ein frühzeitiges Karriereende.
Mit Deportivo Cali wurde er 1970 und 1974 kolumbianischer Meister. Bei der Copa América 1975 scheiterte er mit der Kolumbianischen Fußballnationalmannschaft im Finale an Peru.

## Titel
- Kolumbianischer Meister: 1970 und 1974